# Andreas Marber

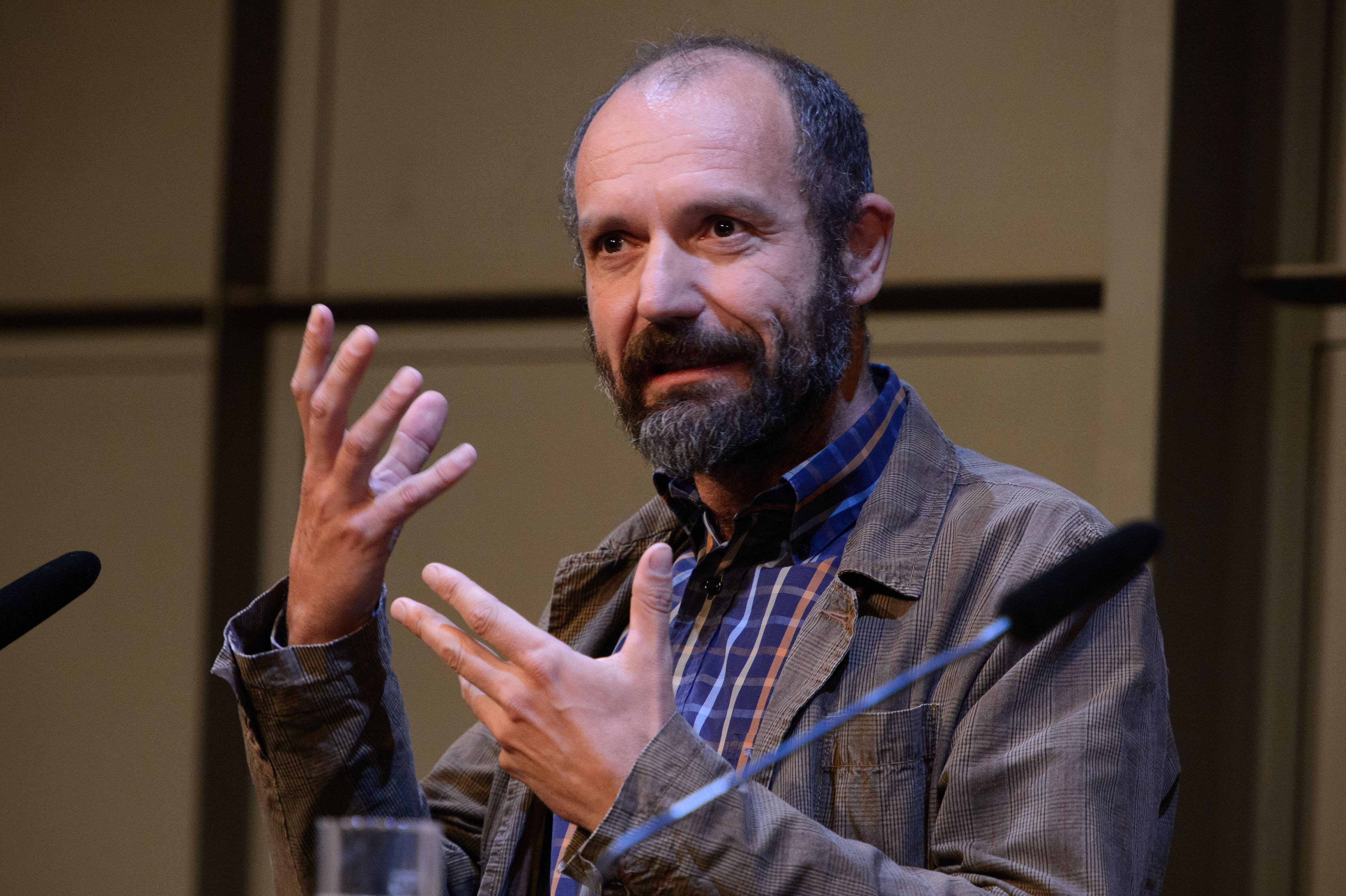
Andreas Marber, 2013

Andreas Marber (* 1961 in Radolfzell) ist ein deutscher Autor, Übersetzer und Dramaturg.

## Werdegang
Andreas Marber schrieb in der Schulzeit sein erstes Theaterstück. Er begann nach Abitur und Zivildienst seine Laufbahn als Dramaturg am Kinder- und Jugendtheater der Landesbühne Esslingen. 1988 wechselte er ans Theater Bielefeld. Von 1989 bis 1993 arbeitete er unter Friedrich Schirmer am Stadttheater Freiburg. Ab Mitte 1993 war er am Staatstheater Stuttgart engagiert. Im Jahr 1996 wurde er Leitender Dramaturg am Schauspielhaus Bochum. Seit einer kurzen Tätigkeit am Schauspielhaus Hamburg im Jahr 2000 arbeitet er als freier Dramaturg, u. a. für die Bregenzer Festspiele und das Schauspiel Frankfurt, und als Autor. Er lebt in Syrakus in Italien.
Marber hat u. a. mit Stephan Kimmig, Jürgen Kruse, Leander Haußmann und Johann Kresnik zusammengearbeitet. 1994 erhielt er ein Stipendium der Kunststiftung Stuttgart, 1995 die Fördergabe des Schiller-Gedächtnispreises des Landes Baden-Württemberg.
Neben seinen eigenen Stücken verfasste er zahlreiche Bearbeitungen, darunter Lüsistrata (Studiobühne Konstanz, 1984), Der 'kleine Unterschied' und seine großen Folgen (Stadttheater Freiburg, 1991) und Beat Generation (Schauspiel Köln, 2007). 2012 übersetzte er im Auftrag des Deutschen Theaters Shakespeares Tragödie Coriolanus.

## Werke

### Theaterstücke
- Die Franzosensau, Theaterstück, 1983
- Bsssd, Revue, 1988
- Wixvorlagen für Teilzeitkräfte, Theaterstück, 1988
- Das Löwenfell, Theaterstück für Kinder, 1989
- Die Nazisirene, Theaterstück, 1990, Stadttheater Freiburg, Regie Christoph Benkelmann
- Der Lockruf der Bahnhofsmission verhallt ungehört: Wir erliegen den Versuchungen der Arbeitslosenunterstützung, Theaterstück, 1991, Stadttheater Freiburg, Regie Stephan Kimmig
- Das sind sie schon gewesen die besseren Tage, 1994, Staatstheater Stuttgart, Regie Günter Gerstner, veröffentlicht in Theater heute 1 / 1995
- Die Lügen der Papageien, 1995 Schauspielhaus Bochum, Regie Leander Haußmann, u.d.T. Parrots' Lies in englischer Sprache veröffentlicht in: German Plays 2, Hrsg. von Elyse Dodgson, London 1999.
- Rimbaud in Eisenhüttenstadt, Theaterstück, 1997, Schauspielhaus Bochum, Regie Jürgen Kruse, veröffentlicht als Rimbaud sur les bords de l’Oder, tapuscrit, théâtre ouvert, 2001
- Honecker Rex, 1997/1998
- Riefenstahl, eine Choreographie, Theaterstück, 1998, Schauspiel Köln, Choreographie Hans Kresnik
- Maßnahmen zur Wirklichkeitserfassung, Szene, 2004, Thalia Theater Hamburg
- Der Schrei der Rumba, Theaterstück, 2006, Stadttheater Osnabrück
- Die Beißfrequenz der Kettenhunde, Theaterstück, 2007, Thalia Theater Hamburg, Regie Stephan Kimmig, veröffentlicht in Aktuelle Stücke 17, S. Fischer Taschenbuchverlag, 2007
- Seine Braut war das Meer und sie umschlang ihn, Theaterstück, 2010, Staatstheater Mainz, Regie Philipp Kugler, veröffentlicht in Aktuelle Stücke 22, S. Fischer Taschenbuchverlag 2011
- Der fliegende Holländer – für drei Schauspieler, zwei Schauspielerinnen, eine Sängerin und ein Akkordeonorchester, das vom Teufel dirigiert wird, 2015, Württembergische Landesbühne Esslingen, Regie Marcel Keller, veröffentlicht in Aktuelle Stücke 26, S. Fischer Taschenbuchverlag, 2015
- Falstaff nach Shakespeare, 2022 Stadttheater Gießen, Regie Malte C. Lachmann

### Weitere Werke
- Frau Anna B kommt in den vierten Stock. Hörspiel. 1990 (RIAS Berlin).
- Verlorne Unschuld. Erzählungen. Männerschwarm, Hamburg 2002, ISBN 978-3-93559609-1.
- Platon. Roman. Hoffmann und Campe, Hamburg 2006, ISBN 978-3-45505160-5.
- Der Autodidakt. Kurzgeschichte. allmende, Karlsruhe 2010, ISBN 978-3-88190608-1.